# Lecane difficilis
Lecane difficilis är en hjuldjursart som beskrevs av Segers och Pourriot 1997. Lecane difficilis ingår i släktet Lecane och familjen Lecanidae. Inga underarter finns listade i Catalogue of Life.